# Federação Bahiana de Futebol
A Federação Bahiana de Futebol (FBF) é a entidade esportiva máxima do futebol no estado brasileiro da Bahia. Fundada em 14 de setembro de 1913, é responsável pela organização de campeonatos de alcance estadual: o Campeonato Baiano de Futebol em suas várias categorias, o Campeonato Intermunicipal da Bahia, Copa Governador do Estado da Bahia, entre outros. Ela congrega os clubes de futebol baianos e os representa junto à Confederação Brasileira de Futebol (CBF).
Desde 2019, é presidida por Ricardo Nonato Macedo de Lima e a ela respondem as ligas municipais que regem o futebol em seus respectivos municípios baianos. Tem como sede o Edifício Palácio de Esportes, na Praça Castro Alves, na capital baiana. É uma das mais antigas entidade esportiva do Brasil.[carece de fontes?]

## Campeonatos

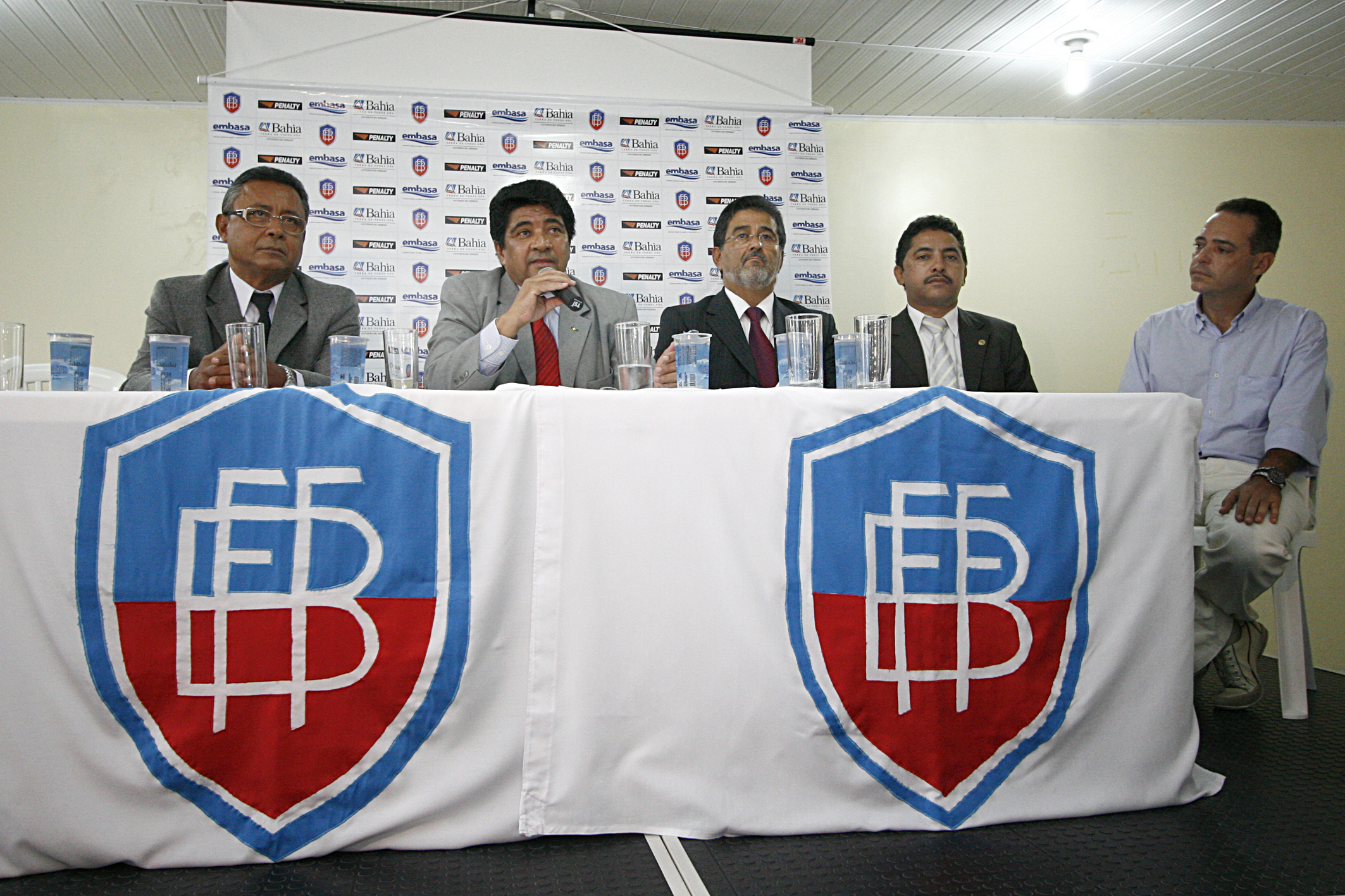
Evento de patrocínio do Campeonato Baiano de Futebol de 2010.

A Federação Bahiana de Futebol organiza ou organizou as seguintes competições:
- Campeonato Baiano da 1.ª Divisão de Profissionais
- Campeonato Baiano da 2.ª Divisão de Profissionais
- Campeonato Baiano da 3.ª Divisão de Profissionais (realizado apenas uma vez)
- Campeonato Baiano da 1.ª Divisão de Juniores
- Campeonato Baiano da 2.ª Divisão de Juniores
- Campeonato Baiano Juvenil
- Campeonato Baiano Infantil
- Campeonato Baiano Feminino
- Campeonato Intermunicipal
- Copa 2 de Julho de Futebol Sub-17
- Copa da Bahia
- Copa Governador do Estado
- Taça Estado da Bahia
- Torneio Início da Bahia
- Torneio Quadrangular de Salvador

## Rankingda CBF
A Confederação Brasileira de Futebol produz um sistema de classificação dos clubes de futebol do país vigente desde 2013, denominado Ranking da CBF com uma versão para os clubes especificamente (Ranking Nacional de Clubes) e outra para as federações estaduais a partir dos clubes a elas filiados (Ranking Nacional das Federações).
A FBF foi classificada em 16 de dezembro de 2021 com 21 529 pontos, na nona posição do Ranking Nacional das Federações (RNF). Em 23 de dezembro de 2023, estava com 20 427 pontos, na nona posição.
Já os clubes filiados à FBF estão posicionados no Ranking Nacional de Clubes (RNC), de acordo com atualização de 23 de dezembro de 2023, da seguinte forma:
| Pos.  | Clube                  | Pontos | Divisão nacional em 2022 |
| ----- | ---------------------- | ------ | ------------------------ |
| 13.º  | Bahia                  | 10 158 | Série A                  |
| 28.º  | Vitória                | 5 200  | Série A                  |
| 63.º  | Juazeirense            | 1 541  | Série D                  |
| 68.º  | Jacuipense             | 1 248  | Série D                  |
| 71.º  | Bahia de Feira         | 1 164  |                          |
| 79.º  | Atlético de Alagoinhas | 1 044  |                          |
| 204.º | Vitória da Conquista   | 102    |                          |
| 226.º | Fluminense de Feira    | 60     |                          |